# Marieke de Kruijf
Marieke de Kruijf (Amsterdam, 14 februari 1972) is een Nederlandse actrice.
De Kruijf studeerde in 1993 af aan de Toneelacademie Maastricht. Ze was vervolgens eerst in dienst bij het Haarlems Toneel en speelde daarna in diverse grote toneelstukken, waaronder Antigone.
In 2002 startte De Kruijf samen met Vastert van Aardenne Theatergroep De Kale, een gezelschap dat zich toelegt op het spelen van oud-Nederlandse stukken zoals Warenar van P.C. Hooft en De klucht van de molenaar van Bredero. Daarnaast was ze regelmatig te zien in voorstellingen van Theatergroep de Kern.
De Kruijff speelde in diverse televisieseries (onder andere Goede tijden, slechte tijden en Het Huis Anubis) en films. Verder leende ze haar stem aan verschillende televisie- en radioreclames, documentaires, tekenfilms en hoorspelen (onder andere Paul Vlaanderen en het Tijdmysterie). Ze heeft de stem ingesproken van Azula in de populaire televisieserie Avatar: De Legende van Aang. Ze is de voice-over in de reclamespots van DekaMarkt, en te horen in de stemreclames in de winkels van DekaMarkt en de HEMA.
De Kruijff is speldocent aan de Nederlandse Musical Academie. In 2012 werd ze onderscheiden tijdens de Gouden Eeuw Awards.

## Theater
- 1995 Arcadia
- 1996 Een salon in de Lucht
- 1996 Liefde op de Krim
- 1997 Rembrandt
- 1997 Antigone
- 1999 Hildegard van Bingen
- 2000 Verre vrienden
- 2001 Koning Willem I
- 2002 De klucht van de Molenaar
- 2003 Een hechte samenzwering
- 2003 School voor Vrouwen
- 2004 De Po
- 2005 Belle van Zuylen
- 2005 Simon
- 2006-2007 Juliana
- 2007-2008 Anna Karenina
- 2007-2008 Jan Klaassen en Katrijn
- 2009-2010 Warenar
- 2010-2011 Huis Anubis en de Vijf van het Magische Zwaard
- 2011 Belle van Zuylen
- 2013-2015 De klucht van de Koe
- 2014-2015 Horen, zien maar zwijgen

## Televisie
- 1993-1994 Diamant
- 1993 Coverstory
- 1995 De Romeinse tijd
- 1997 Huntington
- 1999-2000 Babes
- 2001 Ik ook van jou
- 2001 Ben zo terug
- 2002 Bergen binnen
- 2003 Fidessa
- 2004 Ernstige Delicten
- 2005 De Makelaar
- 2006 Juliana
- 2007 Keyzer & De Boer Advocaten
- 2008 Goede tijden, slechte tijden - Marjan van Geel
- 2009 Out of Sync (korte film)
- 2010 Verborgen Verhalen
- 2010 Anubis en de Vijf van het Magische Zwaard - Arlène
- 2010 Goede tijden, slechte tijden - Marjan van Geel
- 2011 Zie Ze Vliegen - moeder van Charlie
- 2013-2016 Danni Lowinski - Rechter

## Nasynchronisatie
- W.I.T.C.H. - als de overige stemmen
- Winx Club - als Digit (seizoen 2)
- Megas XLR - als Kiva
- Martin Mystery - als Diana
- Barbie als de Prinses en de Bedelaar (2004) - Meid
- Avatar: De Legende van Aang - als Azula
- Enchanted - als Nancy Tremaine
- Pokémon: Diamond and Pearl - als de overige stemmen
- Jessie - als Christina Ross parodie van Angelina Jolie
- Drake & Josh - als Audrey Parker
- Disney Infinity spellen - als Elsa
- Descendants - als Maleficent